# 威廉森嶺
75°47′S 116°45′W / 75.783°S 116.750°W
威廉森嶺（英語：Williamson Ridge）是南極洲的山嶺，位於瑪麗伯德地，屬於托尼山的一部分，長18公里、寬9公里，美國地質調查局根據測量和該國海軍的空中照片繪入地圖，現時由南極條約體系管理。